# قانون‌گرایی (فلسفه چینی)
قانون‌گرایی که در فلسفه چینی فاجیا نامیده می‍شود، یکی از شش مکتب فکری کلاسیک در فلسفه چینی است. با معنای لغوی «روش ها/استانداردها» (فا؛ 法) و «خانه» یا «مدرسه» (جیا)، : ۹۳  مکتب فا نشان‌دهنده چندین شاخه از آنچه فنگ یولان آن را «مردان روش» می‌نامید که نقش‌های اساسی در ساخت امپراتوری بوروکراتیک چین ایفا کردند، و در غرب نیز «دولت‌مردان واقع گرا» نامیده می‌شوند.
ژاک گرنت چین‌شناس، آن‌ها را («کسانی که بعدتر «قانون‌گرایان» (فاجیا) نامیده شدند») را مهم‌ترین سنت فکری قرن چهارم و سوم پیش از میلاد می‌دانست و «نظریه‌پردازان دولت» می‌خواند. پس از تسلط سلسله هان بر نهادهای دولتی و سلسله کین که تقریباً بدون تغییر، : ۱۰۵ سلسله شین تا تانگ را می‌توان به‌عنوان «گرایش‌های دولت‌گرایانه و متمرکز» سنت «قانون‌گرا» مشخص کرد.